# 哀皇后 (金朝)
哀皇后徒单氏（1109年—1161年），金朝第四代皇帝海陵王完颜亮的嫡母，完颜宗幹的正室，女真族徒单氏，徒单蒲带之女。
徒单氏无子，她抚养次室李氏生的长子郑王完颜充，次室大氏生三子，长子就是完颜亮。徒单氏贤德，待遇姬妾有恩意，大氏和她关系很好。徒单氏虽养完颜充为自己的儿子，完颜充与完颜亮都是金熙宗的宰相，完颜充嗜酒，徒单氏常责怒于他，很喜欢完颜亮。完颜亮因为生母大氏与嫡母徒单氏有嫡妾之分，心中常常不安。完颜亮弑杀金熙宗，徒单氏与金太祖妃萧氏听说了，相顾愕然：“帝虽失道，人臣岂可至此。”徒单氏入宫见完颜亮，不贺，完颜亮和她有了矛盾。
天德二年（1150年）正月，大氏与徒单氏都被尊为皇太后。徒单太后住在东宫，号永寿宫，大太后住在西宫，号永宁宫。徒單太后父亲徒单蒲带与大太后的父亲俱追赠太尉，封王。徒单太后生日，大太后为她敬酒。徒单太后当时与公主宗妇说话，大太后跽坐举杯很久，徒单太后才应她。完颜亮大怒而出。第二天，完颜亮想杖责当时和徒单氏说话的公主宗妇与徒單太后。大太后劝阻。从此嫌隙愈深。
天德四年（1152年），完颜亮迁都中都，迎接母亲大太后来皇宫孝养，而把嫡母徒单太后留在上京（今黑龙江省哈尔滨市阿城区南）。徒单太后知道完颜亮不会放过她，时常忧惧，每当朝廷派宦官到达，必易衣待死命。大太后却不忍，在中都对完颜亮说：“永寿宫待吾母子甚厚，慎毋相忘也。”十二月十四日，徒单太后生日，完颜亮派秘书监纳合椿年到上京为徒單太后祝寿。贞元元年（1153年），大太后病重，恨不得一见徒单太后。临终对完颜亮说：“你以我的缘故，不让永寿宫太后一起来中都。我死後，一定迎她来，事永寿宫当如事我。”
贞元三年（1155年），完颜亮方才去谒见徒單太后，跪于徒單太后前谢罪，徒單太后亲自扶起。十月，徒單太后至中都，完颜亮帅百官迎接，入居寿康宫。之后，完颜亮表现得非常孝顺。完颜亮伐宋，徒單太后劝谏，海陵王心中更加不悦。
迁都至汴京（今河南省开封市），徒單太后居住在宁德宫。徒單太后使侍婢高福娘问完颜亮的起居，完颜亮幸之，让她观察徒單太后的动静。高福娘的丈夫特末哥叫福娘添油加醋告诉完颜亮。
正隆六年（1161年），枢密使仆散师恭（忽土），征契丹撒八，辞别徒單太后，徒單太后向师恭抱怨完颜亮向南迁都、南征南宋，导致北方契丹叛乱。
高福娘告知完颜亮。完颜亮怕仆散师恭率兵在外，太后或有异图，于是召点检大怀忠、翰林待制斡论、尚衣局使虎特末、武库直长习失到宁德宫杀害徒單太后，嘱咐：“你等见太后，只说有诏书，令太后跪受，立即击杀。”大怀忠等到宁德宫，令徒單太后跪受诏书。徒單太后愕然，刚刚下跪，虎特末从她背后击打她，仆到起来再打。护卫高福等将她缢杀，徒單太后时年五十三。完颜亮命在宫中焚烧徒單太后的尸体，将她的骨灰弃在水中。
完颜亮以高福娘出卖徒單太后有功，封为郧国夫人，许诺福娘征南回来后封她为妃，以特末哥为泽州刺史，赐银二千两，并告戒特末哥：“不要酗酒殴打福娘，你要是殴打福娘我必杀你。”
金世宗杀完颜亮后，大定年间为徒单太后上谥号哀皇后，从泽州将特末哥、高福娘押至中都诛杀。贬完颜亮为庶人。不久又将完颜宗幹去帝号，改称辽王，徒单皇后也追降为辽王妃。

## 延伸阅读
[在维基数据编辑]
 《金史·卷63》，出自脱脱《遼史》